# Herr Olof och älvorna
Herr Olof och älvorna (klassifikation: SMB 29, TSB A 63) är en naturmytisk balladtyp med 15 listade varianter i Sveriges Medeltida Ballader (varav en är finlandssvensk). Fyra av varianterna är försedda med melodier. Den äldsta, efter Ingierd Gunnarsdotter, är från 1678; de övriga från 1810-talet och framåt.

## Handling
Herr Olof är ute och rider, och träffar på älvor, som uppmanar honom att dansa med dem. Han vägrar, därför att han skall gifta sig nästa dag. En älva straffar honom medelst en dödlig sjukdom. Herr Olof kommer hem, försöker dölja sin sjukdom för sin mor, men dör. Herr Olofs fästmö saknar honom vid bröllopet, och kommer till hans gård för att hitta honom. Där försöker man dölja sanningen för fästmön; men hon får reda på den. Både fästmön och modern dör.

## Paralleller på andra språk
Balladtypen finns också på danska (Elveskud, DgF 47), färöiska (Ólavur Riddararós og álvamoy CCF 154), isländska (IFkv 1) och norska.